# Маркку Лааксо
Маркку Лааксо (фін. Markku Laakso; нар. 1978, Лаппеенранта, Фінляндія) — фінський диригент.

## Біографія
Закінчив Академію ім. Сібеліуса в Гельсінкі по класу скрипки і продовжив навчання в Санкт-Петербурзькій державній консерваторії ім. Н. А. Римського-Корсакова, де стажувався на факультеті оперно-симфонічного диригування (клас Л. О. Корчмар). У 2010 році він закінчив Академію ім. Сібеліуса по класу диригування (клас проф. Лейфа Сегерстама).
У 2007 році Маркку Лааксо став першим фінським диригентом, запрошеним в Американську Академію диригентського мистецтва (Аспен, Колорадо, США). У 2009 році він навчався в Accademia Musicale Chigiana в Сієні (Італія) у головного диригента Римського оперного театру Джанлуїджі Джельметті.
Маркку Лааксо працював з багатьма оркестрами у Фінляндії, Швеції, Італії, Великій Британії, Іспанії, Угорщині, Австрії, Польщі, Канаді та США. У Росії він співпрацює з такими колективами як Симфонічний Оркестр Академічної Капели Санкт-Петербурга, Симфонічний Оркестр Держфілармонії у Кавказьких Мінеральних водах і Симфонічний оркестр Карельської державної філармонії.